# Broussonetia kurzii
Broussonetia kurzii là một loài thực vật có hoa trong họ Moraceae. Loài này được (Hook.f.) Corner mô tả khoa học đầu tiên năm 1962.